# Parafia św. Jana Chrzciciela w Sopotni Małej
Parafia Świętego Jana Chrzciciela w Sopotni Małej – parafia rzymskokatolicka znajdująca się w Sopotni Małej. Należy do dekanatu Jeleśnia diecezji bielsko-żywieckiej.
Kościół parafialny pw. Jana Chrzciciela został konsekrowany przez bp. Tadeusza Rakoczego w 2012 roku.
Od 2017 roku proboszczem parafii jest ks. Adam Ciapka.